# Delphyre meridensis
Delphyre meridensis är en fjärilsart som beskrevs av Rothschild 1912. Delphyre meridensis ingår i släktet Delphyre och familjen björnspinnare. Inga underarter finns listade i Catalogue of Life.